# Cántaro (recipiente)

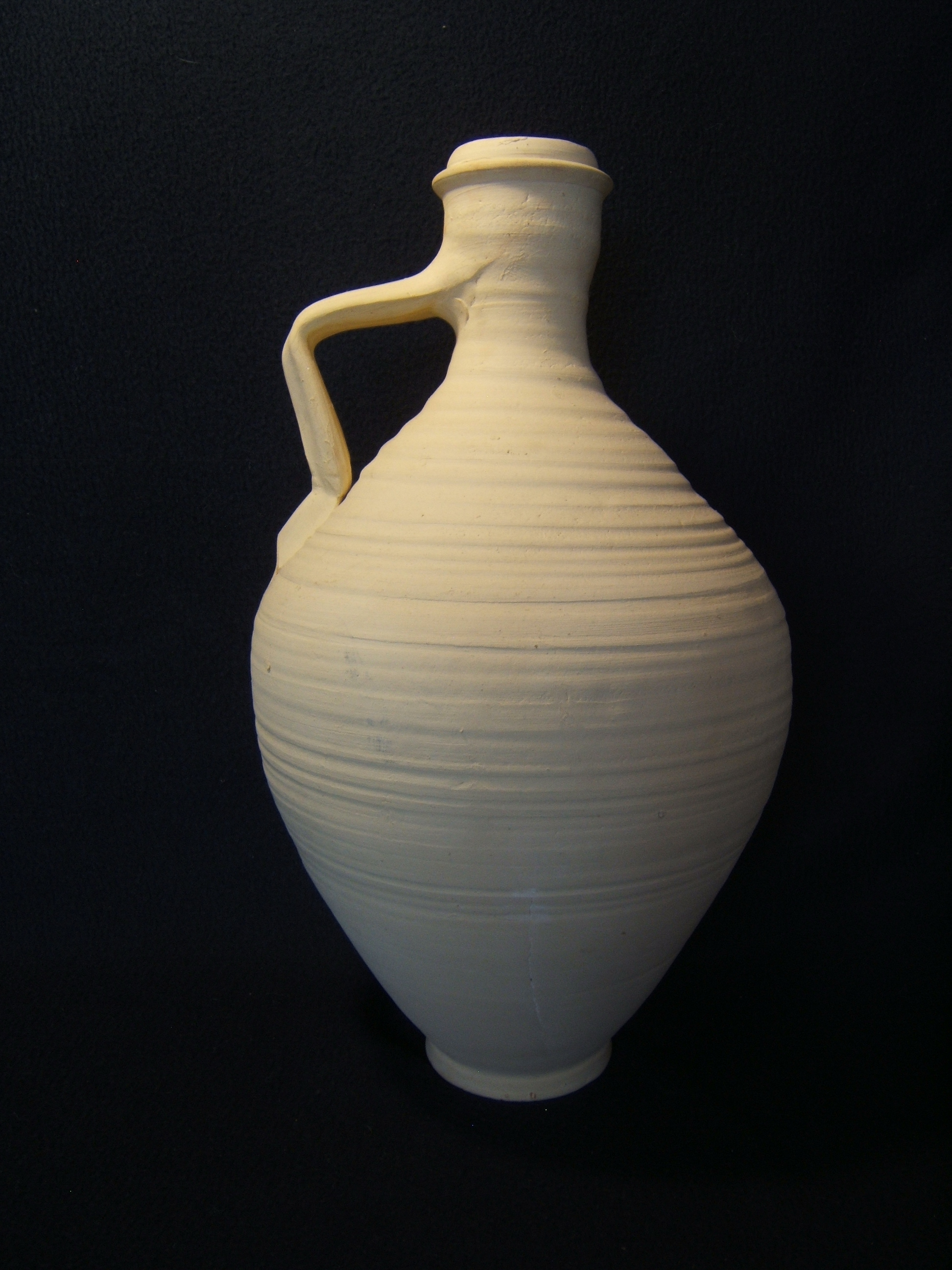
Cántaro de La Rambla (Córdoba)

Cántaro es un recipiente o vasija hecho de barro o de algún metal u otro material impermeable, que sirve para guardar, conservar y transportar líquidos. De forma ovoidal, con la boca y la base de apoyo más estrechas, puede disponer de una o más asas. Se fabrica en diferentes tamaños, sirviendo el mayor —de unos diez litros— como medida. Por extensión, también se ha llamado cántaro al contenido del recipiente: un cántaro de leche, un cántaro de vino, etc.
Cántaro es término de origen griego, «κάνθαρος», vertido al latín como «cantharus», jarro. Ha sido un objeto tradicional y en cierto modo emblemático de la cultura y la alfarería del agua, con abundantísima documentación arqueológica. Hay noticia de su existencia desde los primitivos textos hebreos, del Antiguo Testamento (pasajes dedicados a Gedeón, Moisés o Rebeca y Eliezer); presencia que se continua en el Nuevo Testamento, en historias como la de la mujer samaritana que da de beber a Cristo o en las bodas de Caná. Continúa luego apareciendo en la literatura romana, así como en los textos filosóficos y místicos de Al-Ándalus, en especial en la poesía árabe en los reinos de taifas.
Su utilidad y uso en los países de la sociedad de consumo casi han desaparecido, convirtiéndose el cántaro en un objeto de interés etnográfico y en pieza de coleccionismo.

## Origen y formas

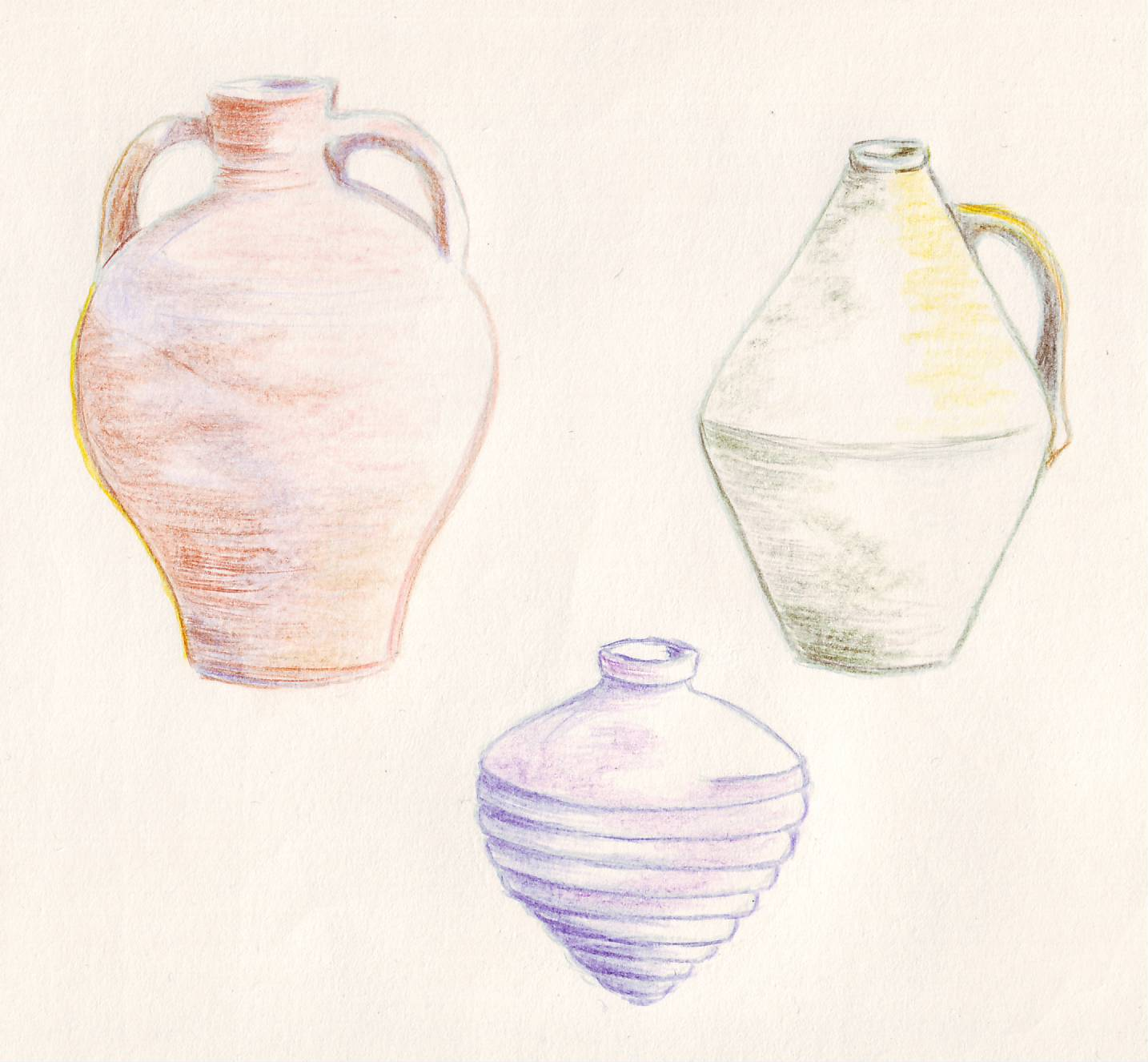
Cántaros de Lérida, Miranda (Asturias) y Sestrica (Zaragoza).

El modelo etimológico de referencia, el kantharos griego, era una gran copa con asas y base estilizada, de uso comunal en comidas, fiestas y rituales. Otro claro precedente prerromano del cántaro fue la vasija casi esférica de pasado neolítico (con ejemplos mediterráneos en la cerámica cardial y americanos en el aríbalo incaico); y un tercer modelo serían las vasijas bitroncocónicas (como una central térmica a la inversa) rastreables hasta el primer Milenio a. C. De estas formas primitivas evolucionó el cántaro aguador, manteniendo o mezclando los tres modelos básicos: el ovoide (como un huevo con asas embocado por uno de sus extremos), el globular (más redondo), y el fusiforme (más estilizado, como un pez).
La forma más extendida es el huevo invertido con altos hombros donde apoyan las asas: los modelos más 'anchos de caderas' son habituales en la Meseta ibérica, el Valle del Ebro, Extremadura, Andalucía Occidental y el sur de Portugal. Y los cántaros ovoides más esbeltos, en todo el Levante español, desde Cataluña a Jaén y Granada, incluido Baleares.
De la forma globular, quizá la más primitiva, quedan ejemplos entre las olas gallegas, los toneles asturianos y las tallas y bernegales canarios.
Por su parte, los mejores ejemplos de cántaros fusiformes hay que buscarlos en Aragón (Sestrica, Jarque, Daroca), y piezas derivadas de los alfares desaparecidos de Guadalajara y de algunos focos conquenses.
Piezas alfareras de la familia de los cántaros: cántara, cantarilla y cantarillo, cantarica y cantarico, cantarellet (versión infantil -juguete de barro- del cántaro fragatino)...

### Geografía del cántaro en España

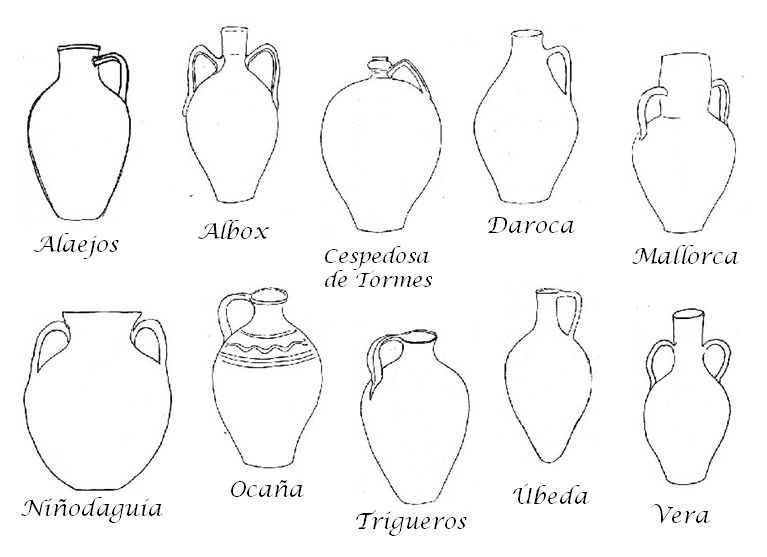
Cántaros españoles (siluetas).

Llorens Artigas, en sus estudios sobre cerámica popular española, enumera una relación geográfica de los más distinguidos: Alaejos, Albox, Arroyo de la Luz, Calanda, Cantalapiedra, Cespedosa de Tormes, Daroca, Figueras, Fraga, Guadix, Jiménez de Jamuz, Mota del Cuervo, Magallón, Mallorca, Miravet, Moveros, Níjar, Niñodaguía (Orense), Ocaña, Olivenza, Priego, Tamames, Tamarite de Litera, Totana, Traiguera, Trigueros, Úbeda, Vera y Villafranca de los Caballeros.
A su vez, las variedades regionales son muy numerosas. Sirva de ejemplo la lista de los distintos tipos de cántaros fabricados en Aragón: Alforjero, de aguador, de arrope, blanco -o cántara de reja-, de boca ancha (o de vino), grande de Jarque, de raya, de chorro y boca (Ateca), y el de Sestrica, urdido a mano.

## Cántaros americanos

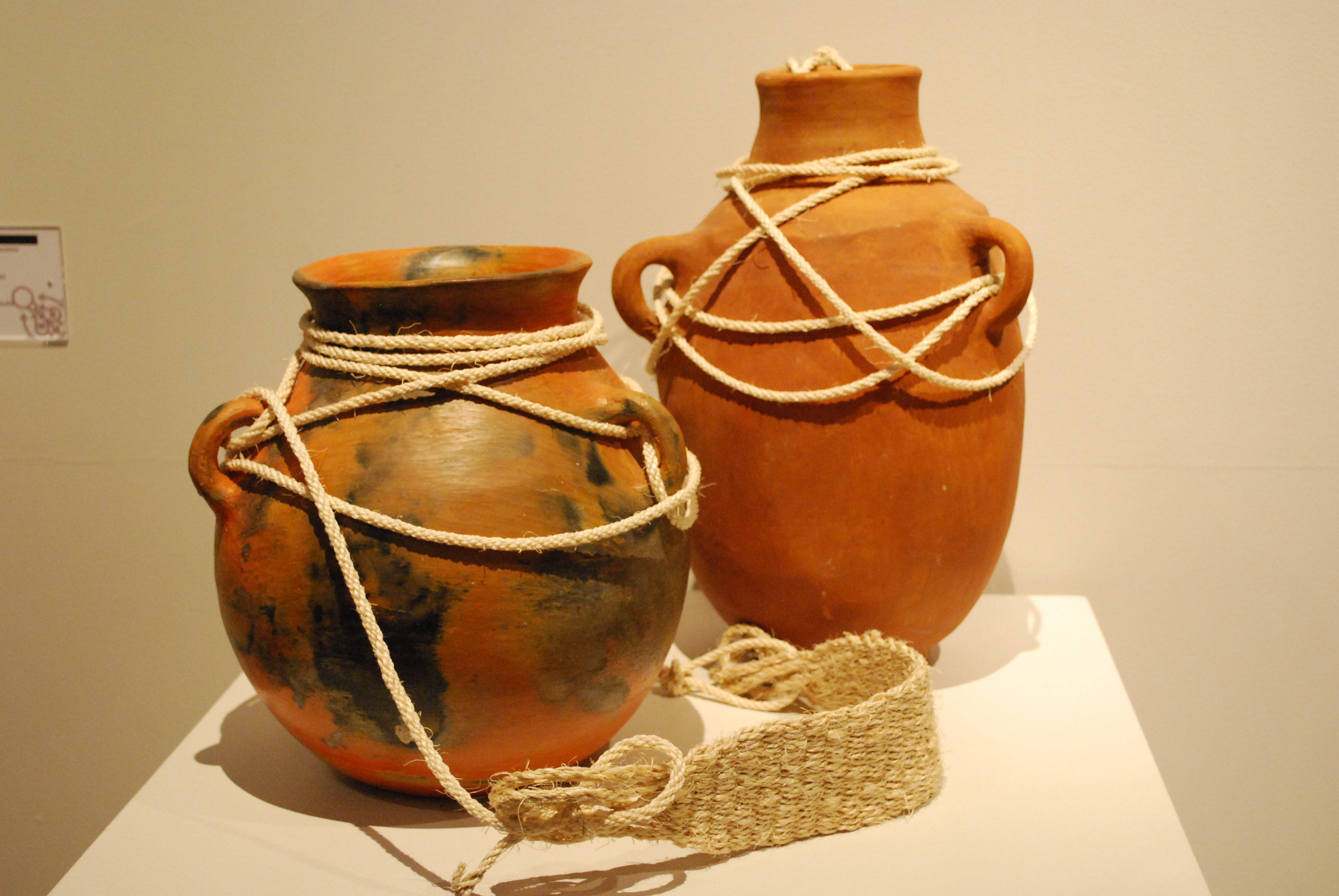
Alfarería mexicana.

En la vasta cultura alfarera de los pueblos nativos americanos (norte, meso y sudamericanos), existe una rica variedad de modelos de cántaros:
- El aríbalo de la cerámica incaica.
- La múcura precolombina, extendida desde Colombia al Caribe.[13]
- La alfarería de los pueblos Anasazi, en lo que hoy es Colorado, Utah, Arizona y Nuevo México.
- La alfarería Lenca, en territorios de Honduras y El Salvador.[nota 6]
- La cerámica Pipil, cerámica Anaranjado Delgado, y cerámica Anaranjado San Martín, en México.
- La cerámica andina de los Huari, los Chancay y la Cultura Lima, en Perú y los Llolleo, en Chile.[nota 7]

## El cántaro en el lenguaje, la literatura y las tradiciones

### En lalengua castellanay sus usos
- En la familia lingüística del cántaro están: la cantarera y el cantaral, mueble o vasar usado para colocar los cántaros; la cantarería y el cantarero, referentes a la especialidad del oficio de alfarero que hace o vende cántaros o piezas de alfarería de agua.[14]

- También abundan los dichos, expresiones populares y refranes: "llover a cántaros" (por una lluvia abundante);[nota 8] "tanto fue el cántaro a la fuente que al final se rompió" (sobre los peligros de la reincidencia); "alma de cántaro" (para personas espíritualmente sencillas o ingénuas); en Asturias: "que dé la piedra n'cantaru o el cántaru na piedra, el cántaru se quiebra" (una reflexión rural sobre la fragilidad); también es asturiana la tradición mágica que consistía en depositar en un cántaro los nombres de las mozas y los mozos y casarlos según se iban sacando las papeletas (de los que quedaban al final sin casar se decía que "quedaron en cántaro").[15] Una de las tradiciones más extendidas en España era el llamado cántaro de novia, pieza decorada que los hombres regalaban a sus prometidas (una vez hecho público el compromiso) y que ellas usaban hasta el día de la boda, guardándolo luego con el resto del ajuar.[16]

### En el simbolismo y la iconografía
- El cántaro, como otras vasijas antropomórficas, entra en la iconográfica del simbolismo femenino, llegando a representar a la Gran Madre como receptáculo de vida. Huizinga relacionaba la iconografía mariana medieval con la forma de la vasija empleada en Holanda para beber. El cántaro roto, símbolo de la pérdida de la virginidad en diversas culturas, es rito nupcial entre el pueblo gitano.[17] Las coplas y seguidillas populares recogen toda esta simbología poética:[18]

La rosa fue a por agua y le dijo el lirio:
deja el cántaro rosa y vente conmigo.
Pobre cantarito mío,
hoy lo lloro amargamente
porque ayer me lo rompieron
caminito de la fuente.
- Como imagen-símbolo, el cántaro ha sido utilizado también en heráldica. En el escudo de Alhabia, Almería, aparece un cántaro de oro en sinople; y en el municipio mexicano de Mier, dos cántaros en su escudo hacen alusión al antiguo nombre de la población: "Paso del cántaro". Por su parte, el escudo de la localidad de Bailén muestra un cántaro agujereado, en recuerdo de la leyenda de María Bellido durante la batalla de Bailén. En un estudio de 2007, Valero de Bernabé cataloga veinte apellidos españoles con cántaros en su escudo heráldico.[19]

### En la literatura en lengua castellana
- La presencia del cántaro en la literatura, tanto española como hispanoamericana, es frecuente. Queden aquí algunos ejemplos: La moza de cántaro, comedia de Lope de Vega,[20] El cántaro fresco de Juana de Ibarbourou (1920), y El cántaro roto, poema escrito por Octavio Paz en 1955.

"Las muchachas del lugar volvían de la fuente con sus cántaros en la cabeza, volvían cantando y riendo con un ruido y una algazara que sólo pudieran compararse a la alegre algarabía de una banda de golondrinas cuando revolotean espesas como el granizo alrededor de la veleta de un campanario."
Gustavo Adolfo Becquer: El gnomo (leyenda), de 1863. 

### En el folclore y las tradiciones
Distintos estudios de las tradiciones folclóricas españolas registran la costumbre, en fiestas, de hacer carreras con el cántaro en la cabeza.

#### Carreras de cántaros ypaseadas

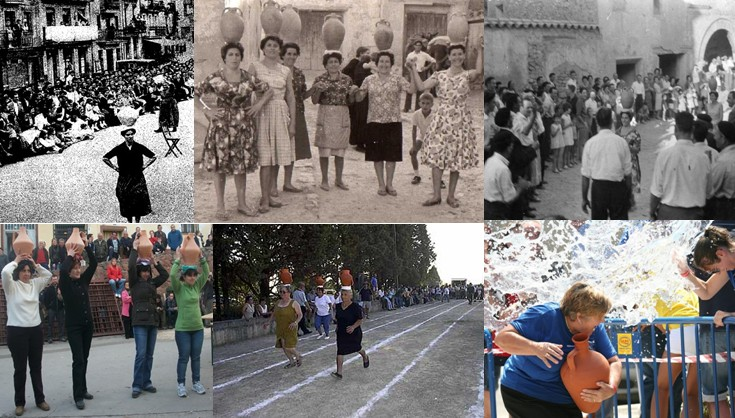
Carreras y paseadas festivas en: (arriba:) Amorebieta y Cortes de Aragón; (abajo:) Paracuellos de la Ribera —con el curioso cántaro fusiforme de Sestrica—, Portugal y Los Pedroches.

En el País Vasco, se conserva documentación gráfica de ellas en Amorebieta (Zornotza), en Ibarra (Orozco) y en Rentería. Del otro lado de los Pirineos, Roland Coquerel recoge esta costumbre en Pouyastruc.
También en Aragón se practican o practicaron carreras o "paseadas de cántaros", así, por ejemplo en: La Litera, Almudévar, Almonacid de la Cuba y Paracuellos de la Ribera.
Otras localidades españolas con carreras de equilibrio: Borobia,, en Soria; Añora,, Los Pedroches y Dos Torres, en Córdoba; Montejaque, en Málaga; Las Casiñas, en Extremadura...
- Asimismo, se han documentado en el Norte de Portugal.[28]

## El cántaro en las artes

### Pintura
Las seductoras formas de esta vasija la hicieron habitual en el Siglo de Oro de la pintura española. Sugerida en los bodegones de Zurbarán y Luis Eugenio Meléndez, se muestra con precisión en joyas del barroco como El aguador de Sevilla y otras obras tempranas de Velázquez, y a lo largo de la producción pictórica de Murillo.

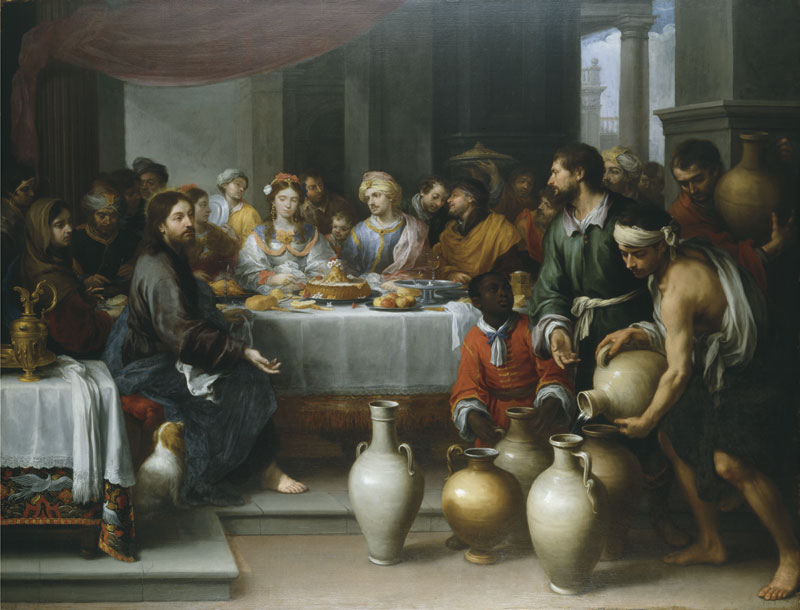
Las bodas de Caná, hacia 1670-1675, óleo sobre lienzo, 179 x 235 cm, Birmingham, The Barber Institute. Una "sinfonía alfarera".

Goya lo trata en varias ocasiones: Las mozas del cántaro, del Museo del Prado, La aguadora, en Budapest o el inquietante grabado El cántaro roto.
Ya en el siglo XX, lo vemos tanto en los figurativos, desde Romero de Torres a Pichot, como en Picasso que lo pintó obsesivamente en sus bodegones y lo decoró en su etapa ceramista.

#### Escultura
Asociado al agua, el cántaro ha sido un recurso habitual en los conjuntos escultóricos de las fuentes ornamentales de las ciudades. Su protagonismo resulta más evidente en ejemplos como: la Ninfa del Cántaro de Málaga, la Fuente de la Samaritana, en Zaragoza, o La Rebeca de Bogotá.

#### Música
Como instrumento musical de percusión (golpeando su boca con la palma de la mano ahuecada), el cántaro sigue utilizándose en Hispanoamérica. En el folclore musical español, su uso en rondallas, pasacalles y grupos de baile prácticamente ha desaparecido.

## El cántaro de cobre en la pintura de Julio Romero de Torres

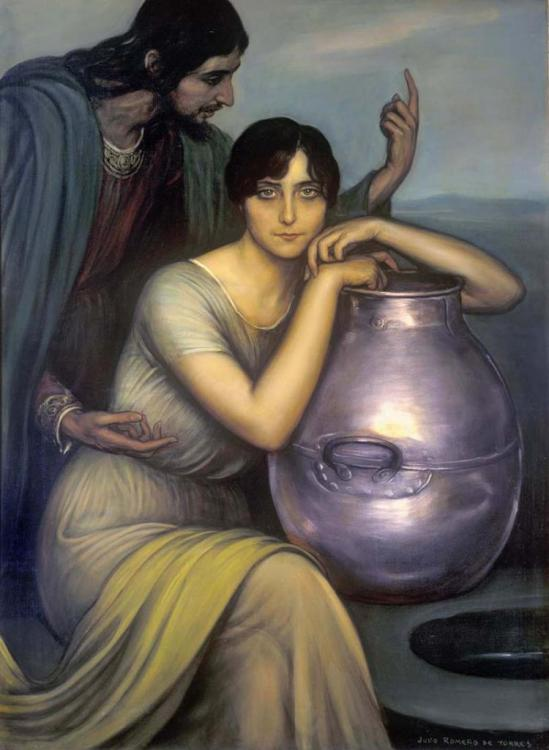
Samaritana (1920), óleo sobre lienzo, por Julio Romero de Torres
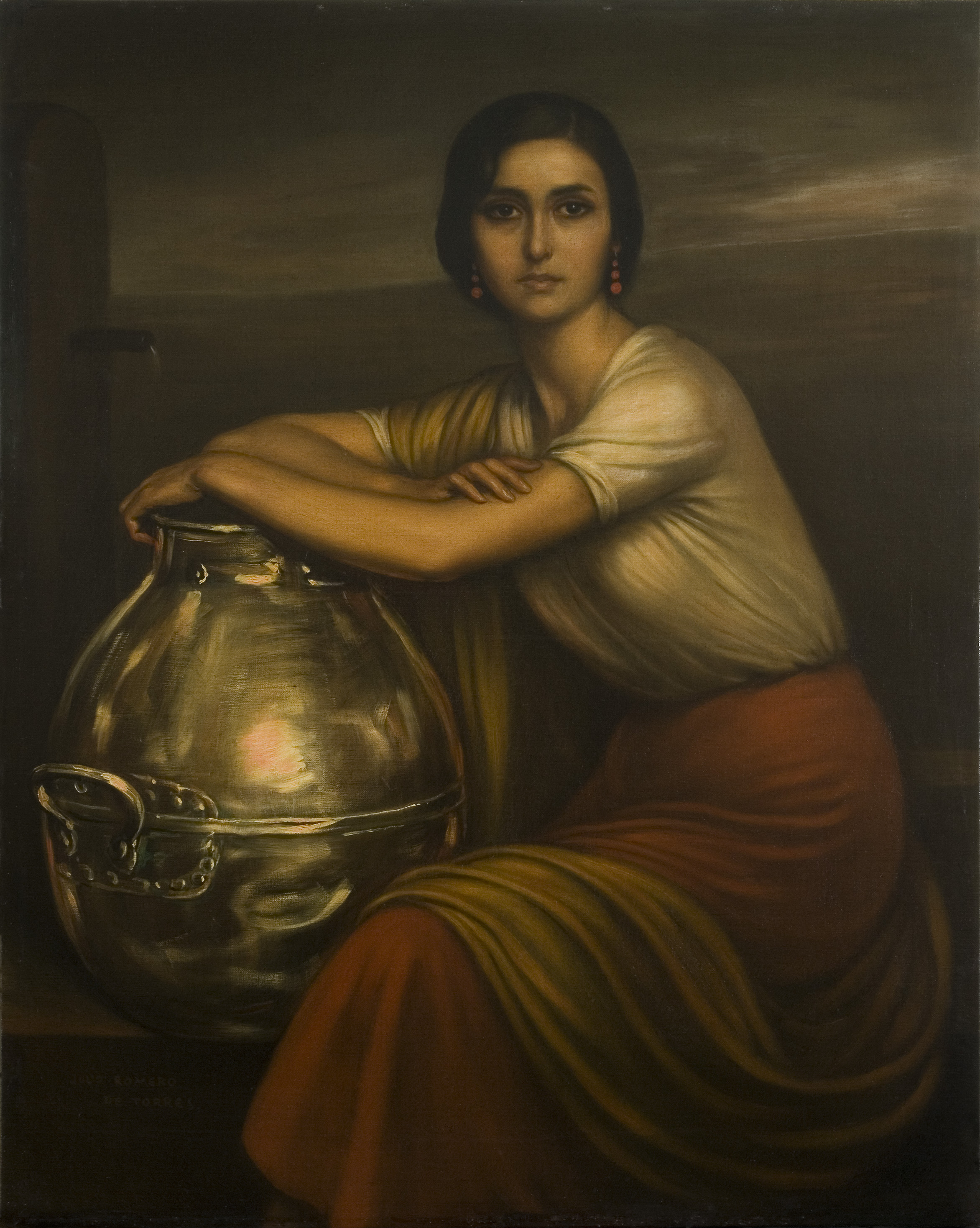
La Fuensanta (1929), óleo sobre lienzo
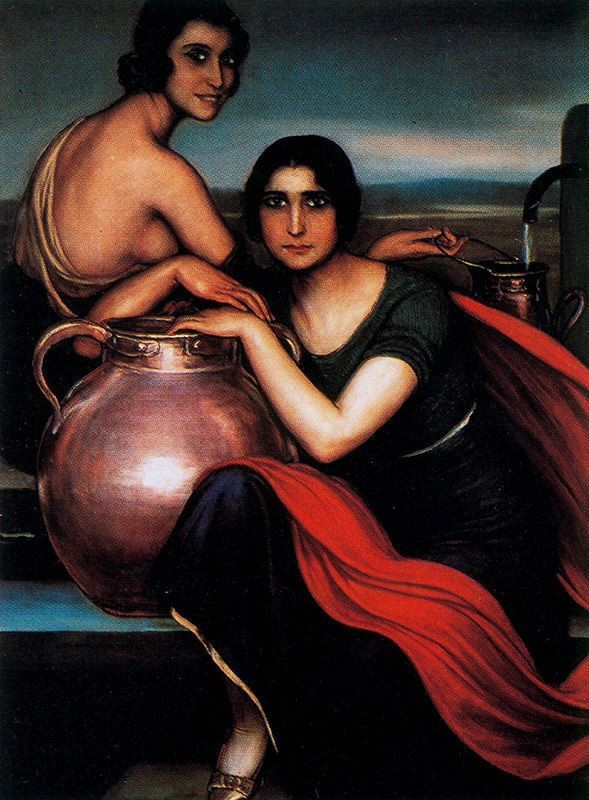
Las hermanas de Santa Marina (1925), óleo sobre lienzo
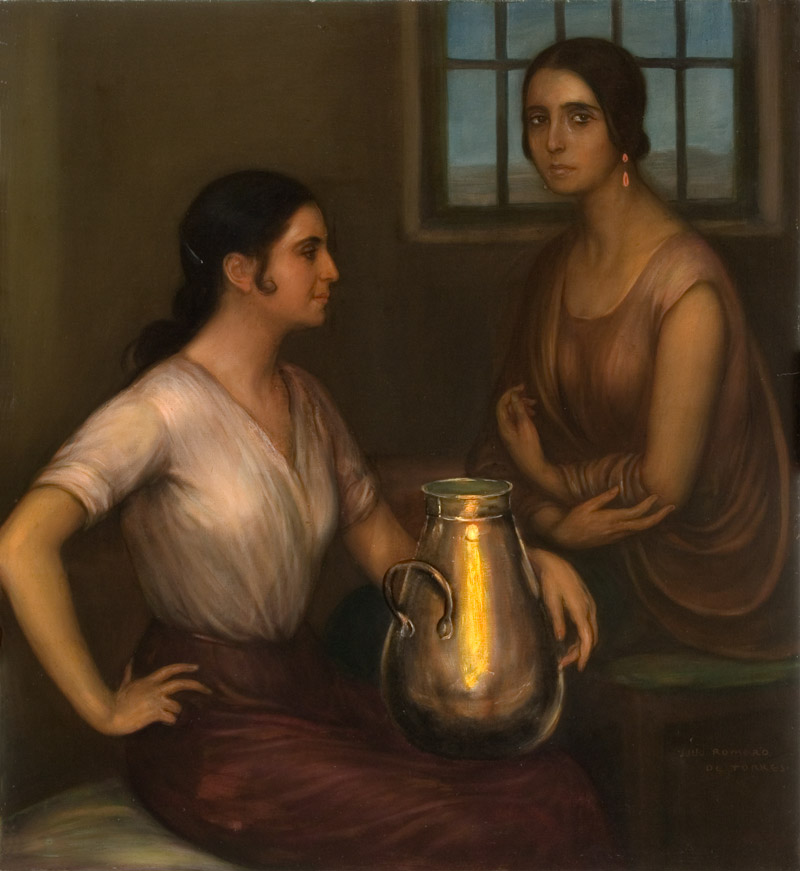
Cordobesas (1922), óleo sobre lienzo
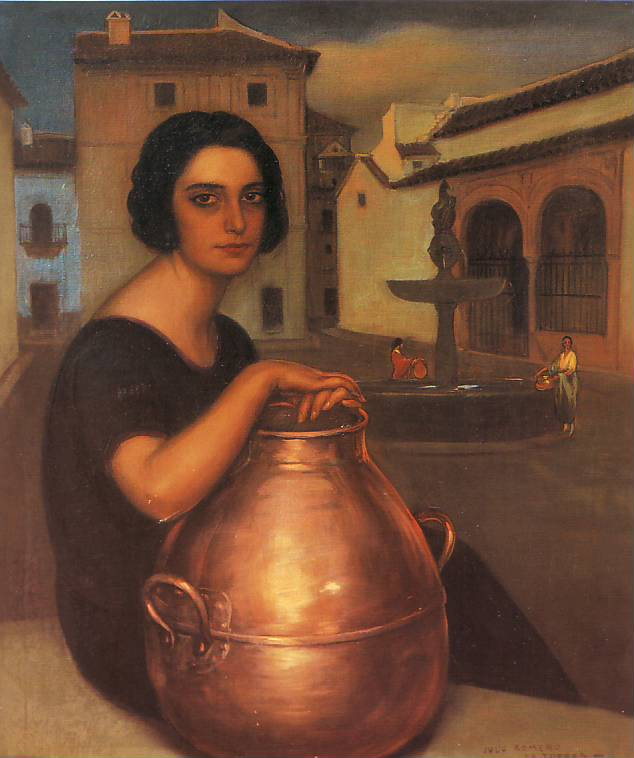
En la fuente (h.1925), óleo sobre lienzo
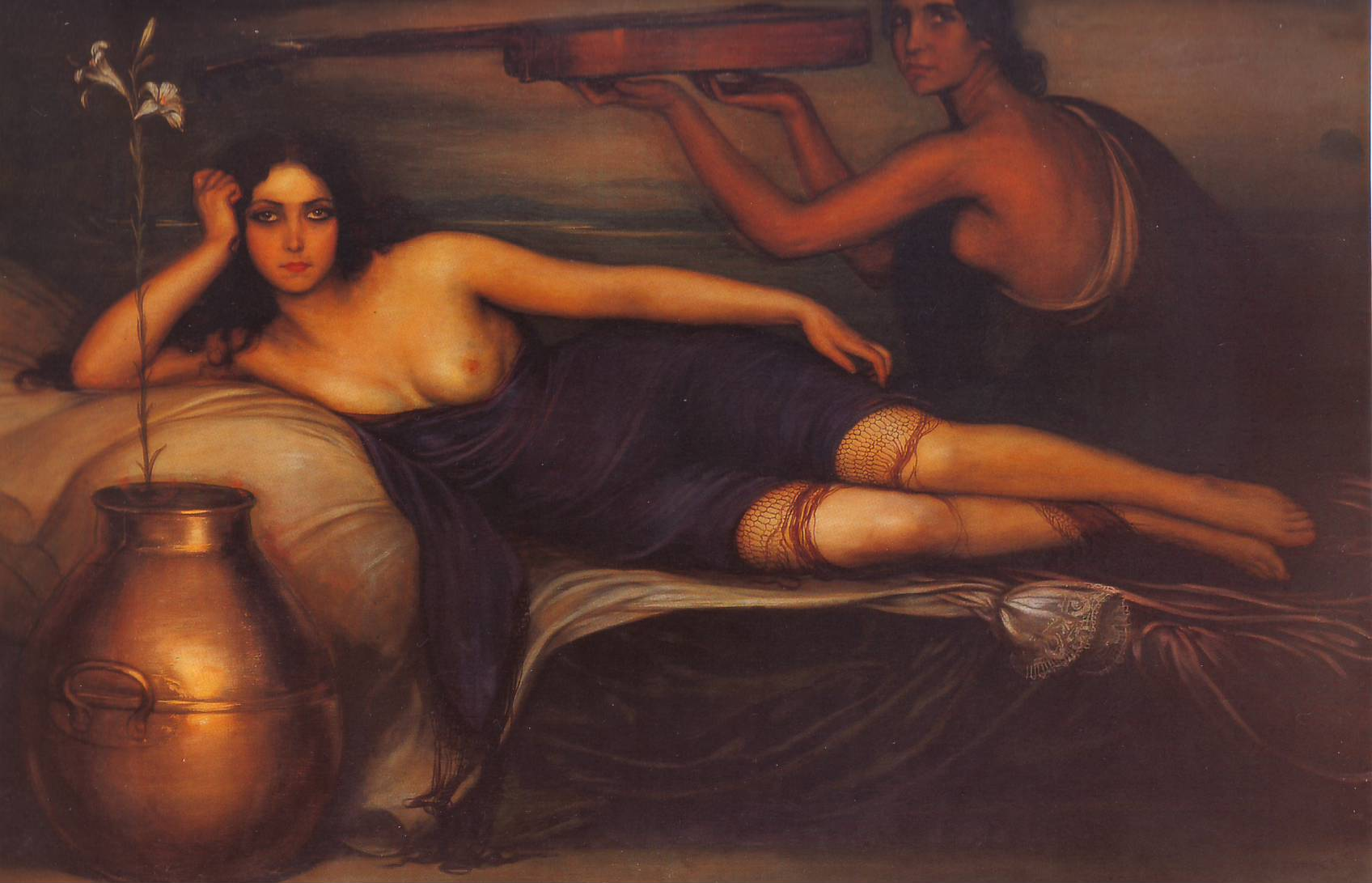
Muxidora (1922), óleo sobre lienzo